# Vivica A. Fox
Vivica Anjanetta Fox (n. 30 iulie 1964) este o actriță americană. Vivica Fox și-a început cariera cu roluri în serialele de televiziune Zilele vietilor noastre (1988) și Generations (1989-91), urmând să treacă în premieră, în rolul lui "Patti LaBelle", in sitcom-ul NBC Out All Night (1992 - 93).
Apariția lui Fox pe marele ecran a venit în 1996, cu roluri în două filme de box-office, Ziua Independenței (regia lui Roland Emmerich) și Set It Off  (regia lui F. Gary Gray). 
Fox a avut roluri principale în scurtă durată a sitcomului Fox Getting Personal (1998), și CBS, în drama medicală City of Angels (2000). Din 2003 până în 2006, a jucat și a produs seriile dramatice "Lifetime" și "Missing", pentru care a primit Premiul NAACP Image pentru apariția sa remarcabilă într-o serie dramatică. Fox a produs, de asemenea, un număr de filme direct-video.

## Filmografie (incompletă)
- 2nd Chance for Christmas[3] (A doua șansă de Crâciun) (2019)
- Independence Day: Resurgence (2016)
- Kill Bill: Vol. 1 - Vernita Green (2003)
- Kill Bill: Vol. 2 (2004)
- Independence Day (1996)
- Double Tack (2001)
- Teaching Mrs. Tingle (1999)
- Soul Food (1997)
- Set it Off (1996)
- Născut pe 4 iulie (1989)